# Rio das Pedras (vattendrag i Brasilien, São Paulo, lat -24,48, long -47,48)
Rio das Pedras är ett vattendrag i Brasilien.   Det ligger i delstaten São Paulo, i den södra delen av landet, 1 000 km söder om huvudstaden Brasília.
I omgivningarna runt Rio das Pedras växer i huvudsak städsegrön lövskog. Runt Rio das Pedras är det glesbefolkat, med 14 invånare per kvadratkilometer.